# 瓦尔特·本雅明
瓦尔特·本迪克斯·舍恩弗利斯·本雅明（德語：Walter Bendix Schönflies Benjamin，1892年7月15日—1940年9月26日），是出身德國的阿什肯納茲猶太裔哲學家、文化評論家和散文家。他的思想與學說結合了德國唯心主義、浪漫主義、西方馬克思主義和猶太神秘主義的元素，對美學理論、文學批評和歷史唯物主義做出了持久而有影響力的貢獻，在当时被认为是文化研究领域的思想领导者。他與法蘭克福學派有聯繫，尤其是与特奥多尔·阿多诺的友谊让他的思想和写作受到了影响。他還與劇作家貝托爾特·布萊希特和卡巴拉學者格爾肖姆·朔勒姆等思想家保持友誼關係。他與政治理論家和哲學家漢娜·阿倫特曾有姻親關係，源於她與他的堂兄君特·安德斯的婚姻。
他最著名的作品包括論文〈機械複製時代的藝術作品〉和〈歷史哲學論綱〉。他作為文學評論家的主要工作包括關於波德萊爾、歌德、卡夫卡、克勞斯、列斯科夫、普魯斯特、瓦爾澤和翻譯理論的文章。他也将法文作品，夏尔·波德莱尔的《恶之花》和马塞尔·普鲁斯特的《追忆似水年华》翻译成了德文。
他是土生土长的柏林人，完成学业后因为无法担任自己想要的法兰克福大学教职，返回柏林以自由撰稿人为职。期间也曾赴苏联、法国生活。1933年，他作为世俗犹太人为了躲避纳粹德国政府而流亡巴黎。1940年，德意志國防軍进攻法国，他在試圖逃離時，在西班牙边境小镇波尔沃附近自殺而死。

## 生平

### 早年与教育
瓦尔特·本雅明与其弟弟乔治（Georg，1895-1942）和妹妹朵拉（Dora，1901-1946）出生于德意志帝国时期柏林的一个犹太富商家庭。

## 思想

### 〈機械複製時代的藝術作品〉
〈機械複製時代的藝術作品〉（德語：Das Kunstwerk im Zeitalter seiner technischen Reproduzierbarkeit）（1935年），是班雅明最廣為人知的文章，他認為機械複製之下的藝術作品，靈光（Aura）會消失。

### 〈歷史哲學論綱〉
在〈歷史哲學論綱〉（德語：Über den Begriff der Geschichte）（1940年）中，援引保羅·克利的畫作《新天使》，以闡述歷史進步的風暴。該畫作亦是班雅明的「冥想圖像」，對於他自己的精神，有其非凡的意義。

### 〈拱廊計畫〉
〈拱廊計畫〉是一部超過千頁，講述巴黎市地形、歷史、人文以及「地下城市」的文本。此計畫耗費班雅明十餘年編纂，到其逝世前仍未完稿。。

## 作品
- 《暴力的批判》（Zur Kritik der Gewalt），1921
- 《論歌德選擇性親和力》（Goethes Wahlverwandtschaften），1922
- 《德國悲劇的起源》（Ursprung des deutschen Trauerspiels），1928
- 《單行道》（Einbahnstraße），1928
- 《卡爾‧克勞斯》（Karl Kraus），1931
- 《機械複製時代的藝術作品》，1935
- 《柏林童年》（Berliner Kindheit um 1900）
- 《第二帝國的巴黎》（Das Paris des Second Empire bei Baudelaire），1938
- 《歷史哲學論綱》，1940

## 與漢娜‧鄂蘭的友誼
根據〈花果飄零的猶太學者如何改變哲學世界〉記述：「班雅明曾經和鄂蘭在巴黎逃亡時相聚，並成為好友，更曾教導鄂蘭的丈夫、同是著名哲學家的布呂赫（Heinrich Blücher）下棋。可是，班雅明和鄂蘭的命運各異。」(Tong, 2020年)
同樣是落荒而逃，但兩位哲學家的命運迴異。「1940 年，當法國淪陷時，鄂蘭在知名猶太思想家阿爾伯特．赫希曼（Albert Hirschman）協助下，得以從法國經西班牙逃亡至美國。她後來成為美國最重要的政治哲學家，並對權威和極權主義反思極為尖銳，其著作《極權主義的起源》、《平庸之惡》及《人的條件》皆為傳世經典。當班雅明在 1940 年到達法西邊界時，卻以為自己會落入納粹黨手中而自殺身亡。」(Tong, 2020年)

## 外部連結
- 瓦尔特.本雅明的文集 （简体中文）
- 張旭東：〈現代「文人」：本雅明和他筆下的波特萊爾〉 （页面存档备份，存于）（2009）
- 《機械複製時代的藝術作品》王才勇譯 （页面存档备份，存于） （简体中文）
- The Work of Art in the Age of Mechanical Reproduction translated by Harry Zohn （页面存档备份，存于）